# Clube Esportivo Dom Bosco
El Clube Esportivo Dom Bosco o simplemente Dom Bosco, es un club de fútbol con sede en la ciudad de Cuiabá en el estado de Mato Grosso, Brasil. El club fue fundado el 4 de enero de 1925 y disputa el Campeonato Matogrossense, del cual ha sido campeón en 6 oportunidades.

## Historia
El club fue fundado el 4 de enero de 1925 y es el club más antiguo del estado de Mato Grosso, Dom Bosco ganó el Campeonato Matogrossense por primera vez en 1958. El club tuvo su época de gloria entre 1977 y 1980 cuando participó en el Campeonato Brasileño de Serie A. En la edición 1977 terminó 62.º, 1978 finalizó 31.º, y en el torneo de 1979 32º. Por Copa de Brasil anota dos apariciones en 2003 y 2016.
Su principal adversario futbolístico es el Mixto Esporte Clube, con el cual disputa el "Clássico Vovô" (Clásico Abuelo), por ser los dos clubes más antiguos del estado.

## Entrenadores
- Júlio César Fumanchu (?-septiembre de 2014)[6]
- Hugo Alcântara (septiembre de 2014-diciembre de 2014)[6][7]
- Luiz Carlos Barbosa (interino- ?-agosto de 2019)[8]
- Odil Soares (agosto de 2019-?)[8]
- Odil Soares (noviembre de 2020-enero de 2021)[9][10]
- Hugo Alcântara (enero de 2021-marzo de 2021)[11][12]
- Willian Araújo (marzo de 2021-?)[13]
- Eduardo Henrique (septiembre de 2021-marzo de 2022)[14][15]
- Bernardo Gomes (diciembre de 2022-presente)[3]

## Estadio
El club disputa sus partidos de local en el estadio Arena Pantanal (antiguo Estadio Governador José Fragelli o "Verdão") cuya capacidad es de 42,968 espectadores, que fue construido para la Copa Mundial de Fútbol de 2014, como alternativa tiene al Estadio Eurico Gaspar Dutra, o Dutrinha con capacidad para 7.000 personas.

## Palmarés
- Campeonato Matogrossense: 6

1958, 1960, 1963, 1966, 1971, 1991
- Copa Governador do Mato Grosso: 1

2015